# Список депутатських об'єднань у Верховній Раді Україні
Список депутатських об'єднань України — фракції і депутатські групи у Верховній Раді Україні.

## Верховна Рада України I скликання(1990–1994)
- Група 239 — лідер Олександр Мороз;
- Народний Рух України;
- Демократична група;

## Верховна Рада України II скликання(1994–1998)
- Фракція Народний Рух України;
- Фракція Комуністичної партії України;
- Фракція Соціалістичної партії України (до 1998 року);
- Фракція Селянської партії України (1995-03.10.1996);
- Група «Аграрники України» (до 1995 року, з 03.10.1996);
- Група «Аграрники за реформи» (1995-03.10.1996);
- Фракція Аграрна партія України (у 1998 році);
- Міжрегіональна депутатська група (до 1998 року) ;
- Фракція Партії регіонального відродження України (у 1998 році);
- Група «Соціально-ринковий вибір» (в 1996–1998 роках);
- Група «Державність» (1994-12.09.1996);
- Група «Центр» (22.04.1994-12.09.1996);
- Група «Конституційний Центр» (12.09.1996-1998);
- Група «Реформи» (в 1994–1997 роках);
- Група «Єдність»;
- Група «Вперед, Україно!» (в 1998 році);
- Група «Незалежні» (в 1995–1998 роках);

## Верховна Рада України III скликання(1998–2002)
- Фракція Комуністичної партії України;
- Фракція Народного Руху України;
- Фракція Соціалістичної партії України;
- Фракція Партії зелених України;
- Фракція Народно-демократичної партії (до 29.02.2000 р.)
- Фракція «Громада» (до 10.02.2000)
- Фракція Соціал-демократичної партії України (об'єднаної);
- Фракція Прогресивної соціалістичної партії України (до 10.02.2000);
- Фракція Селянської партії України (01.10.1998-29.02.2000);
- Фракція «Реформи і порядок» — «Реформи-Конгрес» (з 22.12.1998);
- Фракція Українського народного Руху;
- Фракція «Батьківщина» (з 04.03.1999);
- Фракція «Яблуко» (з 15.09.2000);
- Група «Незалежні» (21.07.1998-16.03.2000);
- Група «Відродження регіонів» (23.02.1999-06.04.2001);
- Група «Трудова Україна» (з 20.04.1999);
- Група «Демократичний союз» (з 06.04.2001);
- Група «Солідарність» (з 29.02.2000);
- Група «Регіони Україна» (з 21.03.2001);
- Група «Єдність» (з 28.11.2001);

## Верховна Рада України IV скликання(2002–2006)
- За єдину Україну!;
- Наша Україна;
- Комуністична партія України;
- Соціалістична партія України;
- Всеукраїнське об'єднання «Батьківщина»;
- Соціал-демократична партія України (об'єднана);
- Партія регіонів;
- Народно-демократична партія;
- Народна партія;
- НБЛ;
- Трудова Україна;
- Партія «Відродження»;
- Реформи і порядок;

## Верховна Рада України V скликання(2006–2007)
- Партія регіонів;
- Блок Юлії Тимошенко;
- Блок «Наша Україна»;
- Соціалістична партія України;
- Комуністична партія України;

## Верховна Рада України VI скликання(2007–2012)
- Фракція Партія регіонів ;
- Фракція Блок Юлії Тимошенко ;
- Фракція Наша Україна — Народна самооборона ;
- Фракція Комуністична партія України ;
- Фракція Блок Литвина;
- Депутатська група Реформи заради майбутнього;

## Верховна Рада України VII скликання(2012–2014)
- Фракція Партія регіонів;
- Фракція Всеукраїнське об'єднання «Батьківщина»;
- Фракція УДАР;
- Фракція Комуністична партія України;
- Фракція Всеукраїнське об'єднання «Свобода»;
- Група «Економічний розвиток»
- Група «Суверенна європейська Україна»
- Група «За мир та стабільність».

## Верховна Рада України VIII скликання(2014—2019)
- Фракція партії «Блок Петра Порошенка»
- Фракція політичної партії «Народний фронт»
- Фракція політичної партії «Опозиційний блок»
- Фракція політичної партії «Об'єднання „Самопоміч“»
- Фракція Радикальної партії Олега Ляшка
- Фракція Всеукраїнського об'єднання «Батьківщина»
- Група «Партія відродження»
- Група «Воля народу».

## Верховна Рада України IX скликання(з 2019)
- Фракція політичної партії «Слуга народу»
- Фракція політичної партії «Опозиційна платформа — За життя»
- Фракція політичної партії «Всеукраїнське об'єднання «Батьківщина»»
- Фракція політичної партії «Європейська Солідарність»
- Фракція політичної партії «Голос»
- Депутатська група «За майбутнє»
- Депутатська група «Довіра».